# Kok (uitgeverij)
Kok is een voormalige Nederlandse uitgeverij op het gebied van levensbeschouwing, godsdienst en kerk, spiritualiteit en zingeving. Het bedrijf gaf ook veel familie- en streekromans uit. Het was de koepel voor twaalf andere uitgeverijen en imprints: Callenbach, Citerreeks, De Groot Goudriaan, Gooi & Sticht, Omniboek, Spiegel serie, VCL serie, Voorhoeve, Westfriesland en Zomer & Keuning.

## Geschiedenis
De uitgeverij werd in 1894 te Kampen opgericht door Jan Hendrikus Kok. In de beginjaren kwamen auteurs voor een belangrijk deel voort uit de Gereformeerde Kerk, vanaf het interbellum ook van buiten deze kring, na de Tweede Wereldoorlog uit de hele kerkelijke breedte en vanaf de jaren 1990 ook uit andere religies.
In 1997 werd Kok overgenomen door uitgeversconcern Bosch & Keuning en in 2011 verhuisde Kok van Kampen naar Utrecht. Op 1 januari 2017 werd ook uitgeverij Boekencentrum Uitgevers overgenomen en werd Kok hiermee samengevoegd tot KokBoekencentrum.

## Bekende auteurs
- Lynn Austin
- Rob Bell
- Bram van de Beek
- Jakob van Bruggen
- Nel Benschop
- Hendrikus Berkhof
- Henk Binnendijk
- Hans Bouma
- Tijs van den Brink
- Gary Chapman
- Ted Dekker
- Jochem Douma
- Jos Douma
- Leo Fijen
- Anselm Grün
- Hans Küng
- C.S. Lewis
- Max Lucado
- Alister McGrath
- Huub Oosterhuis
- Willem Ouweneel
- Corien Oranje
- Frank Peretti
- Herman Selderhuis
- Henk Stoorvogel
- Philip Troost
- Tiemen Westerduin